# 2144 Марієтта
2144 Марієтта (2144 Marietta) — астероїд головного поясу, відкритий 18 січня 1975 року.
Тіссеранів параметр щодо Юпітера — 3,292.